# Virós
Virós és un despoblat del terme municipal d'Alins, a la comarca del Pallars Sobirà, en territori del poble d'Araós.
És al sud-est del poble d'Araós, en el lloc on actualment es troben les Bordes de Virós, l'ermita de Sant Lliser de Virós i l'Estació d'esquí de fons Virós - Vallferrera. L'ermita és al costat nord-oest de les bordes, ben a prop.

## Etimologia
Joan Coromines no gosa anar més enllà de l'afiliació clarament preromana, probablement iberobasca, del topònim. Podria estar relacionat amb berri (nou) - otz (sufix de significat incert freqüent en topònims pirinencs), o amb ibi (ribera) - iri (poble) - otz, ja explicat.

## Història
Virós és esmentat com a parròquia el 839 (data controvertida en l'actualitat), a l'Acta de consagració de la seu d'Urgell, i com a poble els anys 1257 i 1269. Per tant, es tractava d'un poble de muntanya que al llarg de l'Edat moderna quedà despoblat, estat en què ha arribat als nostres dies. El 1518 apareix, apareix solament com una partida on els homes d'Araós hi tenen corrals i conreus, i d'on el carlà d'Araós en cobra el delme En el Fogatge del 1553, ja no hi apareix. Hi perdura, però, l'església que havia estat parroquial: Sant Lliser (Lleïr).